# Impasse Saint-Laurent
L'impasse Saint-Laurent est une rue de Nantes, en France.

## Situation et accès
Située dans le centre-ville, elle commence à l'extrémité nord de la rue Mathelin-Rodier et donne accès au square de la Psalette.

## Origine du nom
La rue prend le nom de l'église qui était située au fond de l'impasse. 

## Historique
L'origine de l'église Saint-Laurent est très ancienne. Dévasté par les Normands au IXe siècle, l'édifice est rebâti. En 1106, une réunion d'évêques s'y déroule ; y auraient participé : Benoît de Cornouaille, évêque de Nantes ; Raoul II, archevêque de Tours ; Morvan II, évêque de Vannes ; Hildebert de Lavardin, évêque du Mans ; le célèbre Marbode, évêque de Rennes ; Benoît III, évêque de Cornouaille ; Judicaël II, évêque d'Aleth ; Guillaume de Dol, abbé de Saint-Florent ; Lambert, abbé de Saint-Nicolas d'Angers ; Justin, abbé de Redon ; Brice, abbé de Vertou, et Foucher, abbé du Saint-Sépulcre de Beaulieu.
Par la suite, le bâtiment se détériore au point d'être presque entièrement reconstruit sur ordre de Charles de Blois au XIVe siècle. En 1495, Mathurin Rodier y est enterré, au terme de quarante années consacrées à la construction de la cathédrale de Nantes, dont il est chronologiquement le deuxième architecte.
En 1772, Sophie Trébuchet, future mère de Victor Hugo, est baptisée à Saint-Laurent.
Sous la Révolution, la voie reçoit le nom de « rue de Vincy ».
Durant la Révolution, la paroisse Saint-Laurent est réunie à celle de la cathédrale, en 1790. L'église et son presbytère donnant sur le cours Saint-Pierre sont confisqués, comme biens nationaux. Le presbytère est acquis par la municipalité en juin 1791 pour la somme de 24 100 livres. La ville projette de prolonger l'artère jusqu'au cours Saint-Pierre en démolissant le bâtiment, mais le projet ne se réalise pas et l'immeuble est revendu à des particuliers 86 000 livres et est rebaptisé « maison Damourette ». L'église est mise en vente en 1796. L'église Saint-Laurent est démolie pour laisser la place à un immeuble qui conserve une partie des murs de l'ancien édifice.
En 1830, l'allongement de la rue, jusqu'au cours Saint-Pierre, est de nouveau envisagé, sans succès.
En 1940, Jean-Baptiste Daviais y installe, dans une maison auparavant inoccupée, un centre d'accueil pouvant héberger une centaine de réfugiés venant de Belgique et du Nord de la France fuyant l'invasion allemande.

## Bâtiments remarquables et lieux de mémoire
La troisième maison du côté nord de la rue, à partir de la place Saint-Pierre, est connue sous le nom de la Psallette. Il s'agit, à l'origine, du siège de l'archidiaconé de la Mée. L'immeuble est un logis gothique de la fin du XVe siècle, dans lequel est installée l'école des choristes de la cathédrale, ou « psallette », qui laisse son nom à l'édifice.
L'hôtel Marion est construit à l'emplacement de l'ancienne église Saint-Laurent, en 1829.

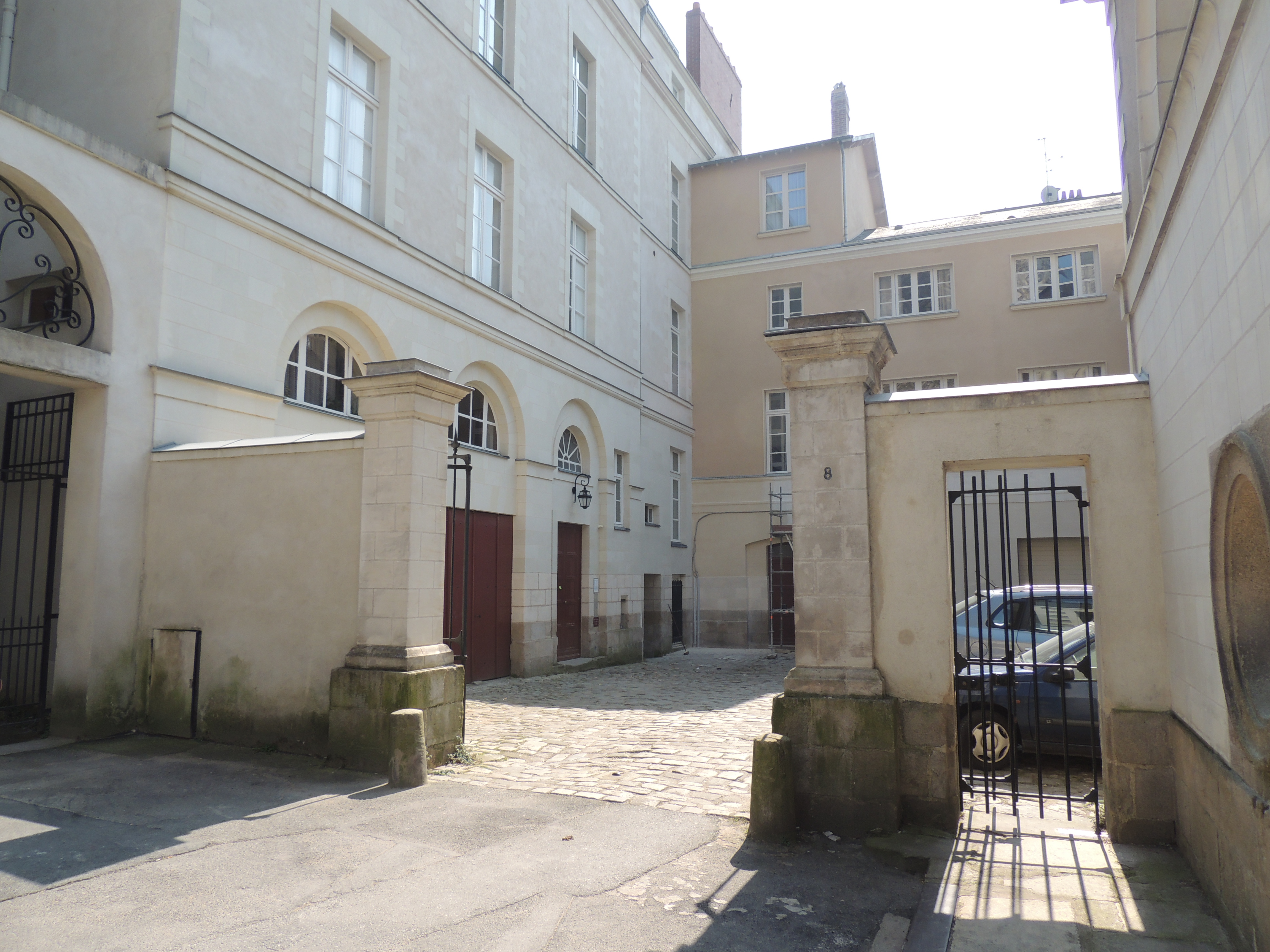
Cour et immeubles au fond de l'impasse.
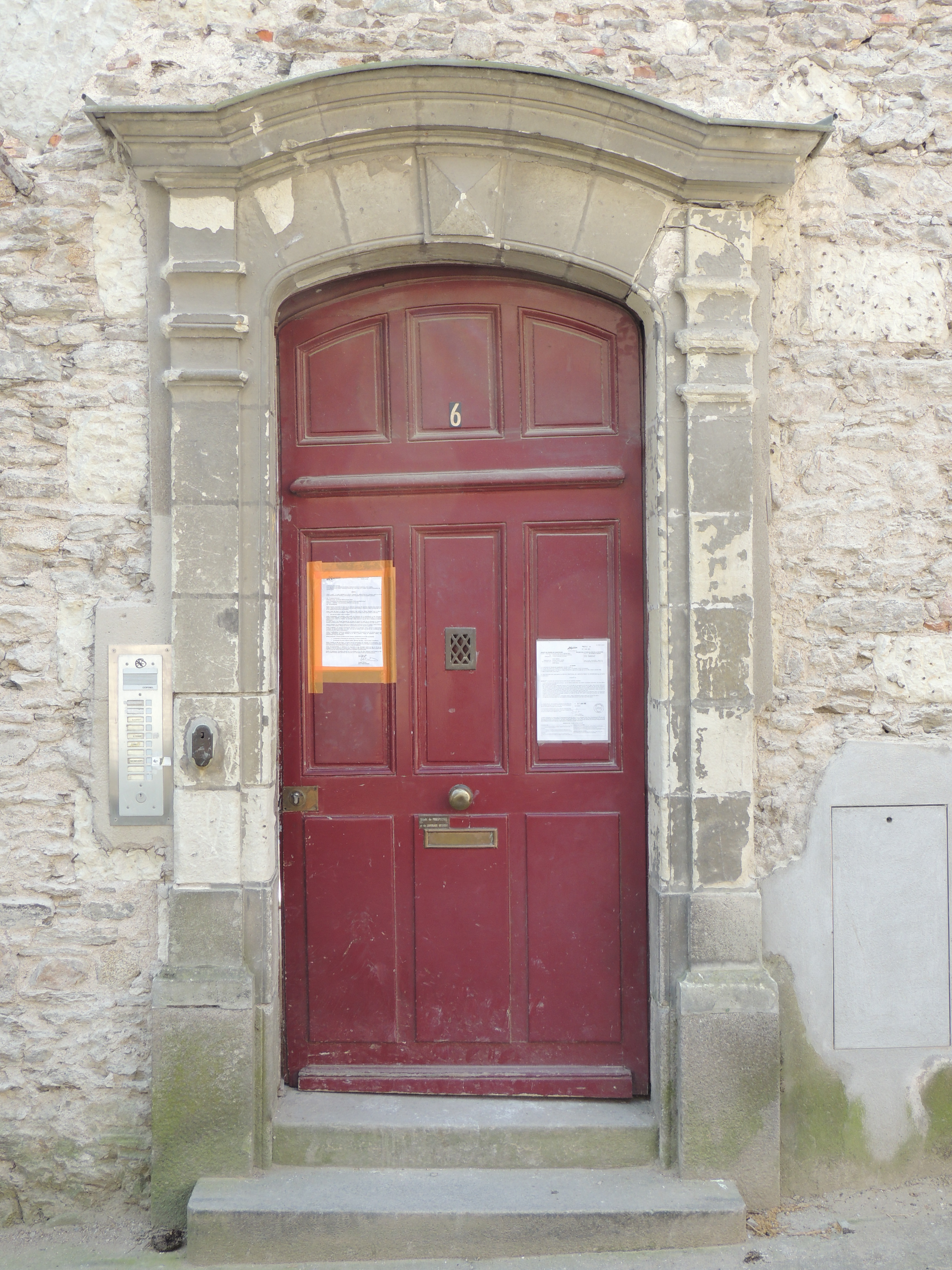
Porte de l'évêché.
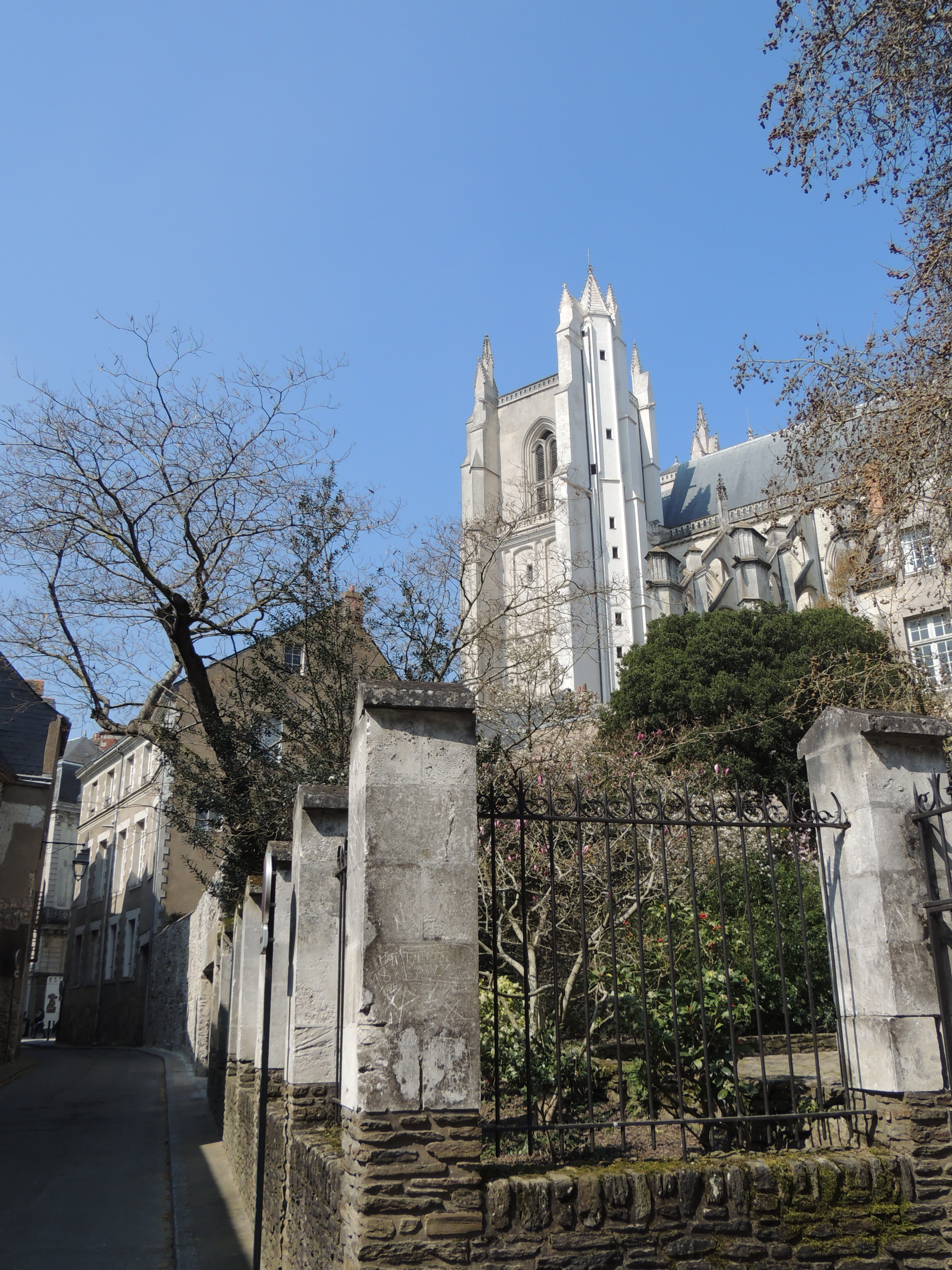
La cathédrale vue de l'impasse.
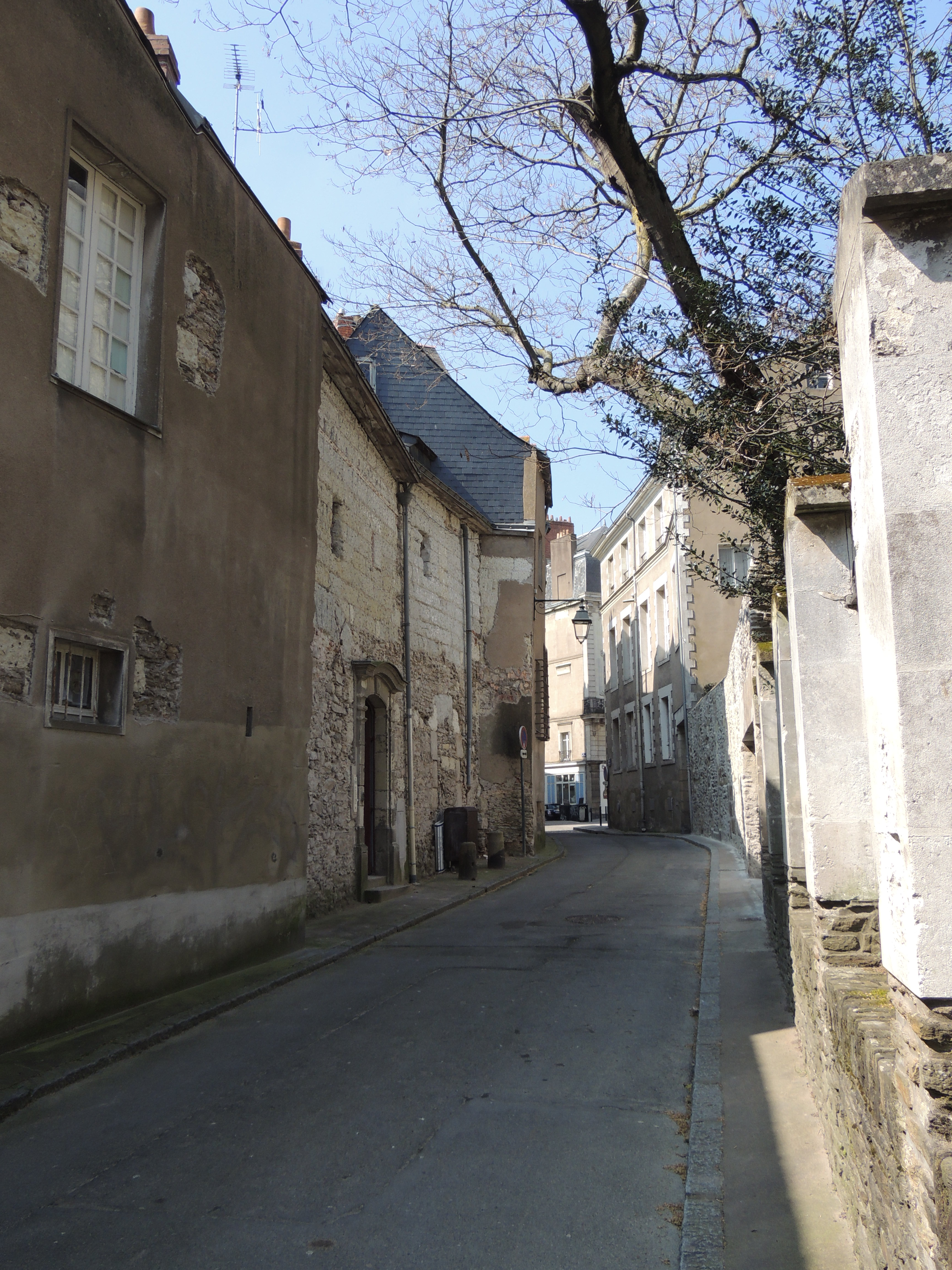
Vue de l'impasse depuis le square de la Psalette.
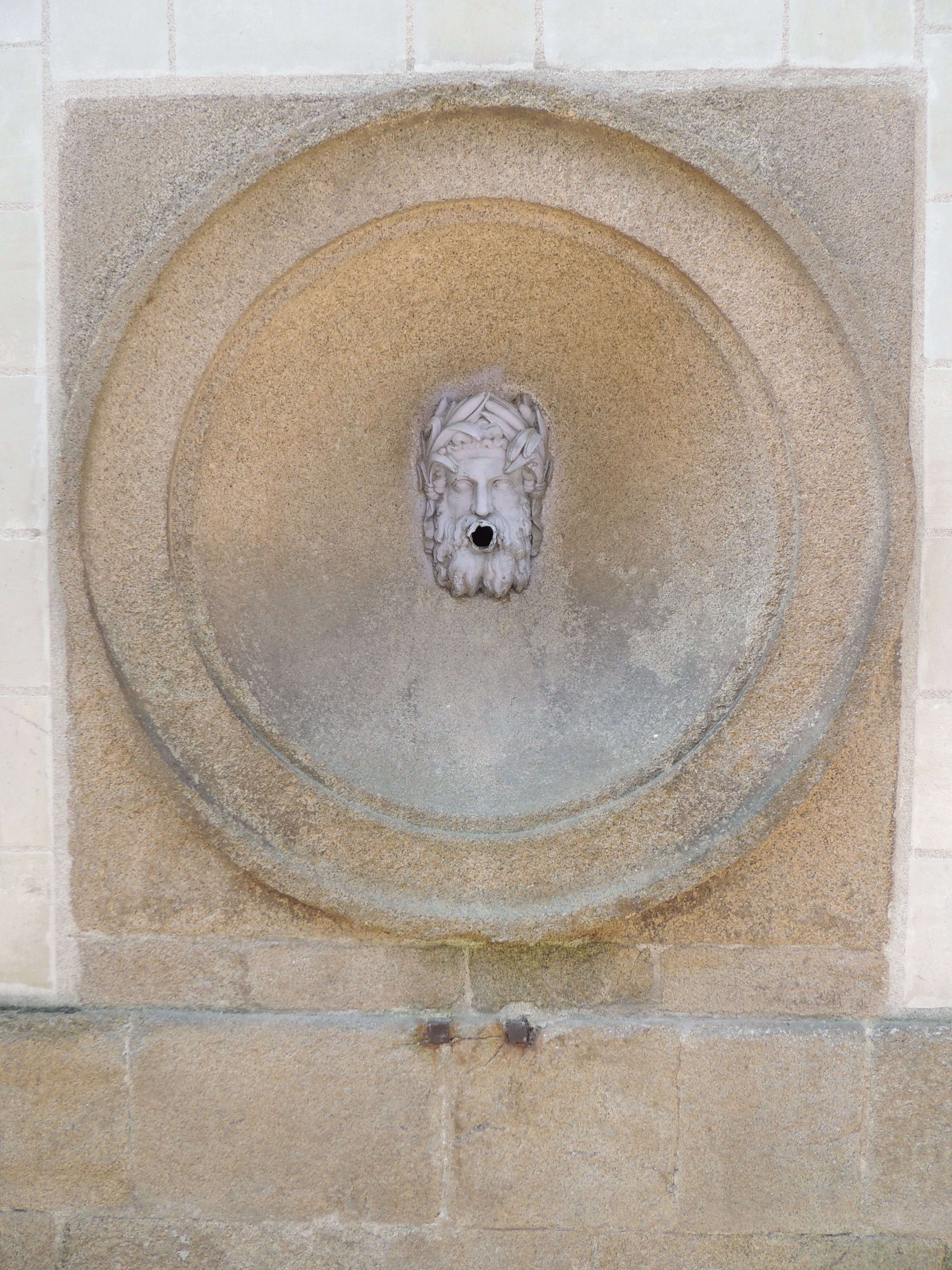
Ancienne fontaine.
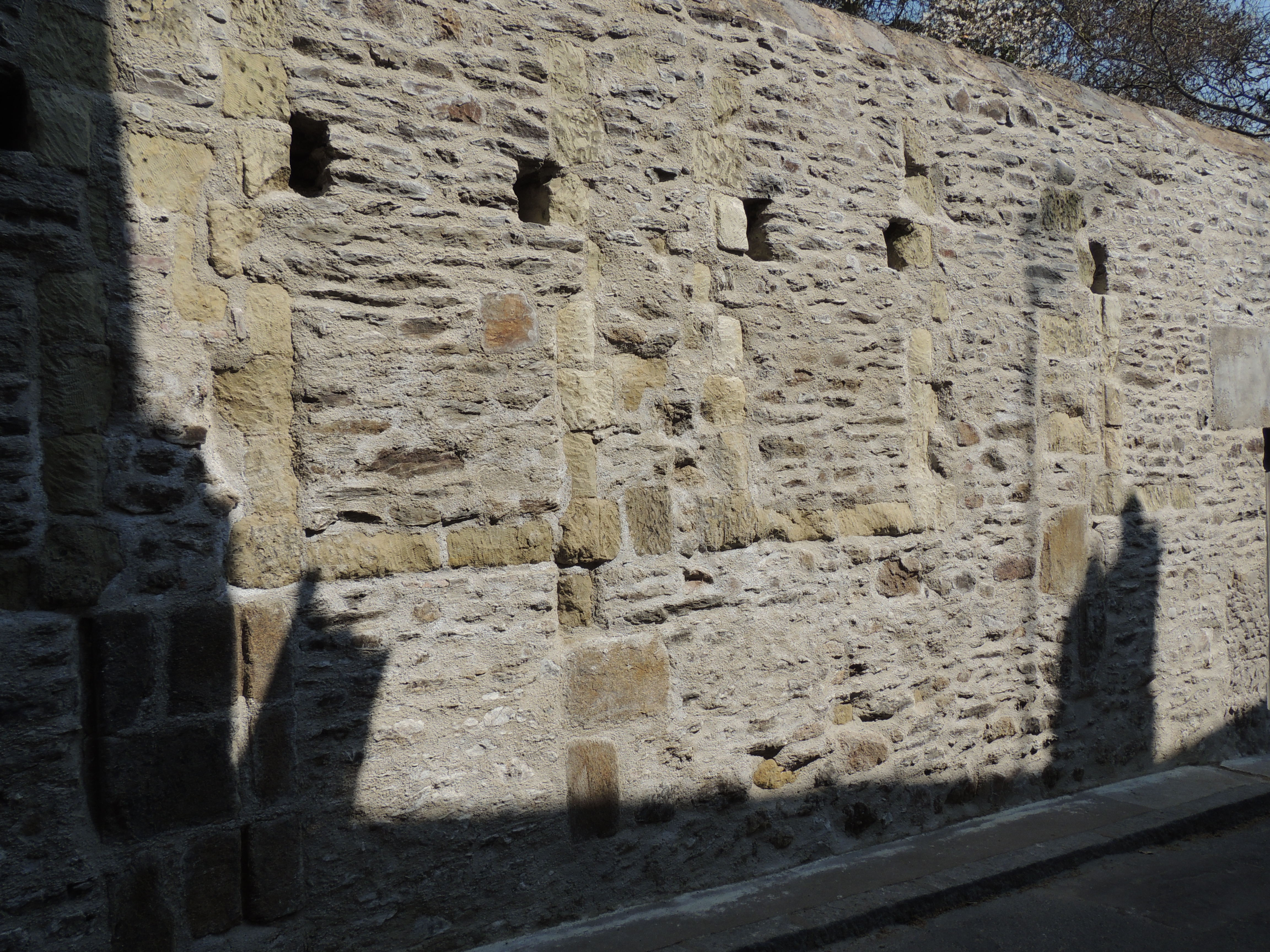
Mur.